# Itame graphidaria
Itame graphidaria är en fjärilsart som beskrevs av George Duryea Hulst 1887. Itame graphidaria ingår i släktet Itame och familjen mätare. Inga underarter finns listade i Catalogue of Life.